# 日本語と外国語
『日本語と外国語』（にほんごとがいこくご）は、鈴木孝夫の著書。岩波新書101。1990年1月22日発刊。ISBN 9784004301011

## 概要
本書の内容は(a)1・2章(b)3章(c)4・5章の大きく三部に分けられる。1・2章は、主に色を意味する単語を例にとり、色にかんするステレオタイプは言語によって異なることを説く。3章は、短い文化論である。4・5章は日本語をテーマとし、和語を漢字で書くことが、漢語の意味の理解を助けているという一種の漢字擁護論を説く。
| スタブアイコン | サブスタブ | この項目は、まだ閲覧者の調べものの参照としては役立たない、書籍に関連した書きかけの項目です。この項目を加筆・訂正などしてくださる協力者を求めています（P:書物/PJ:出版）。項目が文学作品の場合は{Lit-substub}を貼り付けてください。 |